# Culcua fasciata
Culcua fasciata är en tvåvingeart som beskrevs av Rozkosny och Kozanek 2007. Culcua fasciata ingår i släktet Culcua och familjen vapenflugor.
Artens utbredningsområde är Filippinerna. Inga underarter finns listade i Catalogue of Life.